# Fashion Killer
《Fashion Killer》，前稱《造型師大賽》，是香港MakerVille製作的比賽真人騷節目，由郭嘉駿（193）、李炘頤（Alina）主持，李詠端（Constance）為節目造型顧問，由2023年1月9日至27日期間，逢星期一至五 22:30－23:00於ViuTV播出。本節目為《ViuTV 2023》節目巡禮綜藝節目之一。

## 每集內容
| 集數   | 首播日期 | 主題                            | 藝人嘉賓               |
| 2023年 |          |                                 |                        |
| 1      | 1月9日   | 「Fashion Killer」之路          | －                     |
| 2      | 1月10日  | 第一輪比賽 （Denim造型）        | 郭奕芯、譚凱倫         |
| 3      | 1月11日  | 第一輪比賽 （Denim造型）        | 郭奕芯、譚凱倫         |
| 4      | 1月12日  | 第一輪比賽 （Denim造型）        | 郭奕芯、譚凱倫         |
| 5      | 1月13日  | 第二輪比賽 （EP參考造型）       | 陳蕾                   |
| 6      | 1月16日  | 第二輪比賽 （EP參考造型）       | 陳蕾                   |
| 7      | 1月17日  | 第二輪比賽 （EP參考造型）       | 陳蕾                   |
| 8      | 1月18日  | 第三輪比賽 （情侶造型）         | 麗英、近南哥           |
| 9      | 1月19日  | 第三輪比賽 （情侶造型）         | 麗英、近南哥           |
| 10     | 1月20日  | 第四輪比賽 （中性MV造型）       | 張進翹、顧定軒         |
| 11     | 1月23日  | 第四輪比賽 （中性MV造型）       | 張進翹、顧定軒         |
| 12     | 1月24日  | 第五輪比賽 （配飾主題新年造型） | 陳俞希、練美娟、吳啟洋 |
| 13     | 1月25日  | 第五輪比賽 （配飾主題新年造型） | 陳俞希、練美娟、吳啟洋 |
| 13     | 1月25日  | 準決賽 （旅行日與夜造型）       | 張敬軒                 |
| 14     | 1月26日  | 準決賽 （旅行日與夜造型）       | 張敬軒                 |
| 15     | 1月27日  | 決賽 （粉絲見面會造型）         | ERROR                  |

## 比賽進程

#### 第一輪比賽 熱身賽（戀講嘢主持造型）
- 主題：牛仔布料，淺藍色
- 郭奕芯造型：b10，SK，寶珠，汝喬，Z
- 譚凱倫造型：Jerry，麻煩Simon，QQBerry，Bobbi，Peter仔

#### 第二輪比賽（陳蕾EP造型）
- 主題：Y2K造型
- 規則：分時段到平價古著店，三十分鐘時間購物(連付費)，贊助＄1000。
- 上回合勝出者優勢：四十五分鐘時間購物。

#### 第三輪比賽（麗英，近男哥 情侶造型）二人一組分組賽
- 自由分組：寶珠/Bobbi，b10/Peter仔，Jerry/QQBerry，SK/Z
- 主題：情侶造型，拍攝影片用途。
- 規則：三小時FastFashion購物，上限＄2500。不得修改衣物配飾
- 上回合勝出者優勢：購物上限＄3000。

#### 第四輪比賽（張進翹、顧定軒 中性MV造型）二人一組分組賽
- 自由分組：寶珠/Bobbi，Jerry/QQBerry，SK/Z
- 主題：配合「雌雄同體」mv，現場有伴奏樂隊。
- 本回合勝出組合直接進入準決賽。

#### 第五輪比賽 (陳俞希、練美娟、吳啟洋 雜誌訪問新年造型)
- 主題：衣服 - 紅色/薰衣草色，飾物 - 金色／銀色。
- 本回合淘汰三人，一人晉級。

#### 準決賽	(張敬軒 旅行日與夜造型)
- 主題：歐洲旅行的日間和夜間服飾，須配合已提供的鞋。

#### 終極對決 (ERROR 粉絲見面會造型)
- 主題：配合各成員的優缺點，但保持一致性，同時方便與Fans互動。

## 比賽結果
| 參賽者     | 參賽者          | 參賽者 | 參賽者    | 參賽者   | 參賽者          | 參賽者   | 參賽者   | 參賽者 | 參賽者   | 參賽者   |
|            | Jerry           | b10    | 麻煩Simon | SK       | QQBerry         | 寶珠     | Bobbi    | 汝喬   | Z        | Peter仔  |
| ---------- | --------------- | ------ | --------- | -------- | --------------- | -------- | -------- | ------ | -------- | -------- |
| 第一輪比賽 | 晉級            | 晉級   | 勝出      | 晉級     | 淘汰邊緣        | 晉級     | 淘汰邊緣 | 晉級   | 勝出     | 晉級     |
| 第二輪比賽 | 淘汰邊緣        | 晉級   | 淘汰      | 晉級     | 晉級            | 晉級     | 勝出     | 淘汰   | 晉級     | 淘汰邊緣 |
| 第三輪比賽 | 晉級            | 淘汰   |           | 淘汰邊緣 | 晉級            | 勝出     | 勝出     |        | 淘汰邊緣 | 淘汰     |
| 第四輪比賽 | 勝出 晉級準決賽 |        |           | 晉級     | 勝出 晉級準決賽 | 淘汰邊緣 | 淘汰邊緣 |        | 晉級     |          |
| 第五輪比賽 | (休賽)          |        |           | 勝出     | (休賽)          | 淘汰     | 淘汰     |        | 淘汰     |          |
| 準決賽     | 晉級            |        |           | 勝出     | 淘汰            |          |          |        |          |          |
| 終極對決   | 冠軍            |        |           | 亞軍     |                 |          |          |        |          |          |

## 外部連結
- ViuTV：Fashion Killer（節目重温） （页面存档备份，存于）

## 電視節目的變遷
| 香港 ViuTV 星期一至五 22:30－23:00        | 香港 ViuTV 星期一至五 22:30－23:00             | 香港 ViuTV 星期一至五 22:30－23:00 |
| ----------------------------------------- | ---------------------------------------------- | ---------------------------------- |
|                                           | Fashion Killer （2023年1月9日－2023年1月27日） |                                    |
| Dr.Any毛 （2022年12月19日－2023年1月6日） | 演奏1 TAKE過 （2023年1月30日－2023年2月17日）  |                                    |